# Rio São Lamberto
Rio São Lamberto är ett vattendrag i Brasilien.   Det ligger i delstaten Minas Gerais, i den sydöstra delen av landet, 400 km öster om huvudstaden Brasília.
Omgivningarna runt Rio São Lamberto är huvudsakligen savann. Runt Rio São Lamberto är det mycket glesbefolkat, med 4 invånare per kvadratkilometer.